# Würstelstand LEO

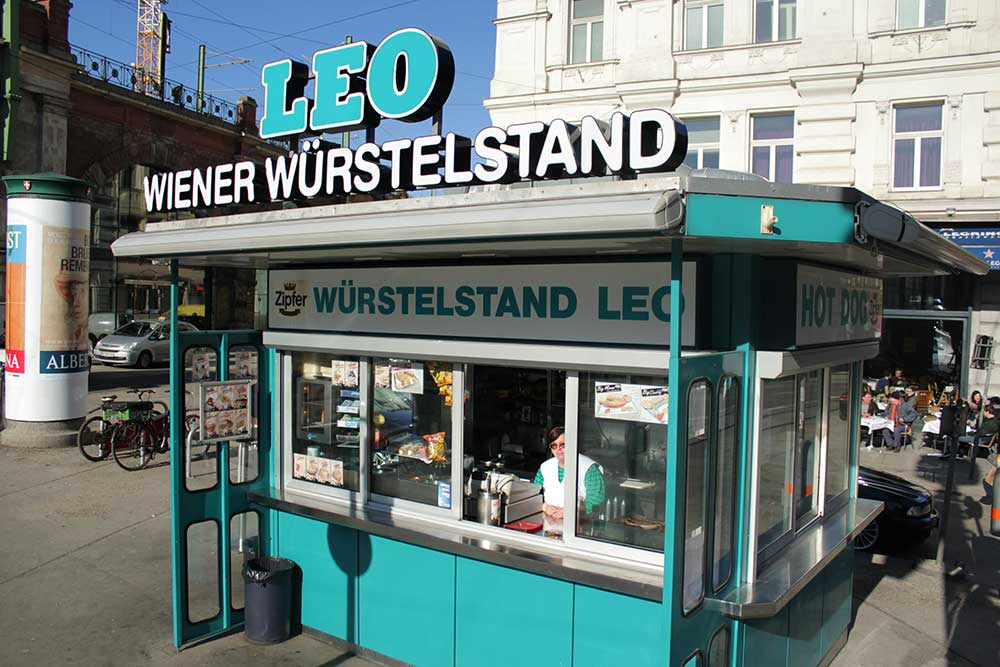
Würstelstand Leo (2014)

Der Würstelstand LEO ist Wiens ältester Würstelstand und wurde 1928 von Leopold Mlynek sen. gegründet.

## Geschichte
Bereits von 1918 bis 1928 gab es den Würstelstand LEO als fahrbaren Stand. Leopold Mlynek sen. hatte 1918 eine Konzession bekommen, allerdings nur für die Nacht. So musste er den Stand jeden Tag um 4 Uhr früh von seinem Verkaufsplatz Ecke Währinger Gürtel, Nußdorfer Straße im 9. Bezirk, in einen Innenhof ziehen. 1928 konnte dann auf den bereits bekannten Verkaufsplatz ein fixer Stand gebaut werden, der erste Würstelstand Wiens. Dieser Stand war bis 1952 in Verwendung.
1952 wurde Fritz Wilfing angestellt, der 25 Jahre lang 6 Nächte in der Woche im Würstelstand tätig war, und zwar von Dienstag bis Sonntag von 8 Uhr abends bis 4 Uhr früh. Er wurde ein echtes Wiener Original und bediente viele Prominente aus Kultur, Medien, Politik und Wirtschaft. Seine Gäste begrüßte er immer mit: „Servus mein Freund!“ Der berühmteste Gast war der damals amtierende Bundeskanzler Bruno Kreisky, der in das Stammbuch von Fritz schrieb: „Besser als vor Stunden beim Festbankett, schmeckt mir jetzt Die Heiße beim Würstelstand.“
1952 baute Leopold Mlynek jun. den zweiten Stand, der bis 1978 in Verwendung war. 1969 übernahm Leopold Mlynek jun. den Würstelstand LEO. 1978 wurde der dritte Stand gebaut. 1987 übersiedelte der Stand zu seinem heutigen Standplatz am Döblinger Gürtel 2 nicht weit vom ursprünglichen Ort. 1991 übernahm die Tochter von Leopold Mlynek jun, Vera Tondl, die Geschäftsführung. Sie baute 1997 den vierten Stand in der leuchtenden Farbe Türkis.
2008 wählte Das Wien Buch 2008 den Würstelstand LEO anhand einer Würstelstand-Rangliste zur Nr. 1 in Wien. In diesem Jahr feierte der Würstelstand LEO sein 80-jähriges Jubiläum. 2011 kürte Puls 4 in seinem Stadtreport den Würstelstand LEO zum besten Würstelstand Wiens.

## Presseberichte
In zahlreichen Presseberichten wird bis heute über den Würstelstand LEO berichtet. 2012 berichtete Der Tagesspiegel in seinem Artikel Wiener Wahre über den Würstelstand LEO. 2010 erschien ein ausführlicher Bericht im Standard. Die Würstelstand-Rankings sind in den Pressemedien sehr beliebt; die neueste[veraltet] Kürung der Wiener Würstelstände hat stadt-wien.at 2015 vorgenommen – hier erreicht Würstelstand LEO den 2. Platz.